# Peltaea trinervis
Peltaea trinervis là một loài thực vật có hoa trong họ Cẩm quỳ. Loài này được (C.Presl) Krapov. & Cristobal mô tả khoa học đầu tiên năm 1965.